# Learner Tien
Learner Tien (sinh ngày 2 tháng 12 năm 2005) là một vận động viên quần vợt chuyên nghiệp người Mỹ gốc Việt. Anh có thứ hạng đơn ATP cao nhất trong sự nghiệp là số 114 thế giới đạt được vào ngày 11 tháng 11 năm 2024. Anh cũng có thứ hạng đôi cao nhất trong sự nghiệp là số 732 đạt được vào ngày 6 tháng 1 năm 2025.

## Đầu đời
Tien sinh ra tại Irvine, California với cha mẹ là người Hoa sinh ra tại Việt Nam. Sau sự kiện 30 tháng 4 năm 1975, họ tị nạn đến Hoa Kỳ và gặp nhau. Tên của anh, Learner (nghĩa là "người học"), được lấy cảm hứng từ nghề nghiệp của mẹ anh – một giáo viên toán. Tien có một chị gái, được đặt tên là Justice (nghĩa là "công lý"), theo nghề nghiệp của cha anh – một luật sư.
Tien bắt đầu cầm vợt từ năm lên 1 tuổi rưỡi. Anh bắt đầu chơi quần vợt khi anh chỉ mới là một đứa trẻ mới biết đi, và giành chiến thắng trong giải đấu đầu tiên tại Racquet Club of Irvine khi mới 5 tuổi. Đến năm 10 tuổi, Tien đã đánh quần vợt thắng bố mẹ mình.

## Thi đấu ở cấp độ trẻ
Tien đã có những thành công khi thi đấu ở cấp độ trẻ, với số trận thắng–thua là 76–23 và lọt vào hai trận chung kết Grand Slam trẻ, tại Giải quần vợt trẻ Úc mở rộng 2023 và Giải quần vợt trẻ Mỹ mở rộng 2023, vị trí cao nhất mà tay vợt này đạt được là số 4 trên bảng xếp hạng ITF. Ở nội dung đôi, số trận thắng–thua là 36–18 và giành chức vô địch Giải quần vợt trẻ Úc mở rộng 2023 khi đánh cặp với Cooper Williams.

### Đánh đơn
- Úc Mở rộng: Chung kết (2023)
- Pháp Mở rộng: Bán kết (2023)
- Wimbledon: Tứ kết (2022, 2023)
- Mỹ Mở rộng: Chung kết (2023)

### Đánh đôi
- Úc Mở rộng: Vô địch (2023)
- Pháp Mở rộng: Tứ kết (2023)
- Wimbledon: Vòng 2 (2022)
- Mỹ Mở rộng: Vòng 2 (2022)

## Sự nghiệp chuyên nghiệp

### 2022–2023: Nhà vô địch quốc gia trẻ, bắt đầu thi đấu tại Grand Slam
Khi mới 16 tuổi, Tien đã giành chức vô địch tại giải quần vợt U18 Quốc gia Mỹ 2022, qua đó giành được suất đặc cách vào vòng đấu chính của US Open 2022. Điều này khiến anh trở thành tay vợt trẻ nhất tham gia vòng đấu chính đơn nam tại US Open kể từ trường hợp của Donald Young (cũng là nhà vô địch tại Kalamazoo) khi đó 16 tuổi dự US Open 2005, và cũng là tay vợt đầu tiên ở độ tuổi 16 được tham dự, từ sau Zachary Svajda năm 2019. Anh đã thua hạt giống số 32 Miomir Kecmanović trong bốn set.
Vào tháng 8 năm 2023, anh cũng đã nhận được suất đặc cách tham dự US Open 2023 nhưng đã thua Frances Tiafoe ở vòng đầu tiên.

### 2024: Danh hiệu Challenger đầu tiên, tứ kết ATP, lọt top 125
Vào tháng 7, Tien cũng đã nhận được suất đặc cách tham dự Cranbrook Tennis Classic 2024 tại Bloomfield Hills, Michigan, nơi anh giành danh hiệu Challenger đầu tiên của mình. Anh trở thành nhà vô địch Challenger người Mỹ trẻ nhất kể từ năm 2016, khi Frances Tiafoe giành danh hiệu lúc 18 tuổi tại Granby, Canada. Tien cũng đã vô địch tại giải M25 ở Lakewood, California, nâng chuỗi chiến thắng liên tiếp của mình lên 25. Cuối tháng, Tien đã lọt vào tứ kết tại Chicago Men's Challenger 2024 và lọt vào top 250 trong bảng xếp hạng vào ngày 29 tháng 7 năm 2024. Anh cũng đã lọt vào bán kết giải Challenger thứ hai trong mùa giải, đánh bại hạt giống số 8 Hong Seong-chan. Sau đó Tien đã để thua Yunchaokete Bu, chấm dứt chuỗi 28 trận thắng tại các giải đấu ITF và ATP Challenger. Một tuần sau, anh cũng lọt vào tứ kết tại Lexington Challenger 2024 nhưng để thua Hugo Grenier.
Tien đã giành được suất đặc cách tham dự vòng đấu chính thức tại Mỹ Mở rộng chính từ chuỗi chiến thắng của chính mình. Với xếp hạng 231, Tien đủ điều kiện tham dự vòng đấu chính tại giải Winston-Salem Open 2024. Tại đó, anh đã đánh bại người đồng hạng Tristan Schoolkate và đánh bại hạt giống số 9 Fábián Marozsán và Thiago Seyboth Wild để giành 3 chiến thắng đầu tiên trong khuôn khổ các giải thuộc hệ thống ATP Tour, cũng như lần đầu lọt vào tứ kết một giải ATP. Anh đã trở thành tay vợt người Mỹ trẻ nhất lọt vào tứ kết cấp độ ATP từ sau trường hợp của Brandon Nakashima vào năm 2020 (tại Delray Beach). Từ đó Tien đã tăng 40 bậc trong bảng xếp hạng đơn lên vị trí số 191 thế giới vào ngày 26 tháng 8 năm 2024.
Sau đó, Tien đã giành được danh hiệu Challenger thứ hai tại Las Vegas khi đánh bại Tristan Boyer và tăng thêm 40 bậc trong bảng xếp hạng đơn nam, và đến tháng 10, Tien đã lọt vào top 125 trong bảng xếp hạng ở vị trí số 124 thế giới vào ngày 14 tháng 10 năm 2024, sau chức vô địch tại Fairfield Challenger trong một trận kéo dài 39 phút – trận chung kết ngắn nhất trong lịch sử Challenger, với Bernard Tomic. Tien đã trở thành người Mỹ thứ tư giành được ba danh hiệu ATP Challenger Tour trước sinh nhật lần thứ 19 của mình sau Taylor Fritz, Andy Roddick và Sam Querrey. Tới ngày 26 tháng 11 năm 2024, ở tuổi 18 và 359 ngày, Tien đã đủ điều kiện tham dự giải Next Generation ATP Finals 2024.

### 2025: Lần đầu dự Giải quần vợt Úc mở rộng & lọt vòng 4
Xếp hạng số 121, Tien lần đầu được tham dự Giải quần vợt Úc mở rộng sau khi đủ điều kiện vào vòng đấu chính. Anh đã đánh bại Camilo Ugo Carabelli ở vòng 1 để giành chiến thắng đầu tiên tại một giải Grand Slam. Ở vòng 2, anh đã đánh bại hạt giống số 5 Daniil Medvedev, để lần đầu thắng trận trước một đối thủ thuộc top 10 và top 5 trên bảng xếp hạng ATP, sau khi giành chiến thắng tại loạt tie-break với tỷ số 10–7 ở set thứ năm, trong trận đấu kéo dài 4 giờ 50 phút kết thúc lúc 3 giờ sáng tại Melbourne. Ở tuổi 19, anh đã trở thành tay vợt người Mỹ trẻ nhất lọt vào vòng 3 của giải đấu sau 35 năm, kể từ Pete Sampras năm 1990. Tien đã đánh bại Corentin Moutet trong các set đấu trực tiếp để lọt vào vòng 4 của một Giải quần vợt Grand Slam lần đầu tiên trong sự nghiệp và lọt vào top 100 trong bảng xếp hạng đơn. Với chiến thắng này, anh trở thành tay vợt người Mỹ trẻ thứ hai lọt vào vòng 4 tại Giải quần vợt Úc mở rộng trong Kỷ nguyên mở (sau Sampras) và là tay vợt trẻ nhất làm được điều này kể từ Rafael Nadal vào năm 2005. Tuy nhiên, Tien đã bị loại ở vòng này bởi tay vợt người Ý Lorenzo Sonego với kết quả chung cuộc 1–3.

## Kết quả thi đấu

### Chung
| VĐ | CK | BK | TK | V# | RR | Q# | A | NH |

Tính đến Giải quần vợt Hồng Kông mở rộng 2025.
| Giải đấu              | 2022 | 2023 | 2024 | 2025 | Tỷ lệ thắng | Thắng–Thua |
| --------------------- | ---- | ---- | ---- | ---- | ----------- | ---------- |
| Các giải Grand Slam   |      |      |      |      |             |            |
| Úc Mở rộng            | A    | A    | A    |      | 0 / 0       | 0–0        |
| Pháp Mở rộng          | A    | A    | A    |      | 0 / 0       | 0–0        |
| Wimbledon             | A    | A    | A    |      | 0 / 0       | 0–0        |
| US Open               | 1R   | 1R   | 1R   |      | 0 / 3       | 0–3        |
| Thắng–Thua            | 0–1  | 0–1  | 0–1  | 0–0  | 0 / 3       | 0–3        |
| ATP Tour Masters 1000 |      |      |      |      |             |            |
| Indian Wells          | A    | Q1   | A    | V1   | 0 / 0       | 0–0        |
| Miami Open            | A    | Q1   | A    |      | 0 / 0       | 0–0        |
| Số trận thắng-thua    | 0–0  | 0–0  | 0–0  | 0–0  | 0 / 0       | 0–0        |
| Toàn sự nghiệp        |      |      |      |      |             |            |
| Các giải đấu          | 1    | 1    | 2    | 1    | 5           | 5          |
| Tổng cộng thắng–thua  | 0–1  | 0–1  | 6–4  | 0–1  | 6–7         | 6–7        |
| Thứ hạng cuối năm     | 860  | 452  | 122  |      |             |            |

### Các giải đấu trẻ
| Kết quả | Ngày          | Giải                                    | Mặt sân  | Đối thủ      | Tỷ số các set            |
| ------- | ------------- | --------------------------------------- | -------- | ------------ | ------------------------ |
| Thua    | Th12 năm 2024 | Next Generation ATP Finals, Ả Rập Xê Út | Cứng (i) | João Fonseca | 4–2, 3–4(8–10), 0–4, 2–4 |

Các giải ATP Challenger và ITF World Tennis Tour
| Loại giải                 |
| ------------------------- |
| ATP Challenger Tour (3–1) |
| ITF WTT (7–1)             |

| Tính trên các dạng mặt sân |
| -------------------------- |
| Cứng (10–2)                |
| Đất nện (0–0)              |
| Cỏ (0–0)                   |
| Thảm (0–0)                 |

| Kết quả | Số trận thắng thua | Thời điểm     | Giải                          | Hạng       | Mặt sân | Đối thủ             | Tỷ số các set  |
| ------- | ------------------ | ------------- | ----------------------------- | ---------- | ------- | ------------------- | -------------- |
| Thắng   | 1–0                | Th7 năm 2024  | Cranbrook Tennis Classic, USA | Challenger | Cứng    | Nishesh Basavareddy | 4–6, 6–3, 6–4  |
| Thắng   | 2–0                | Th9 năm 2024  | Las Vegas Challenger, USA     | Challenger | Cứng    | Tristan Boyer       | 7–5, 1–6, 6–3  |
| Thắng   | 3–0                | Th10 năm 2024 | Fairfield Challenger, USA     | Challenger | Cứng    | Bernard Tomic       | 6–0, 6–1       |
| Thua    | 3–1                | Th11 năm 2024 | Knoxville Challenger, USA     | Challenger | Cứng    | Christopher Eubanks | 5–7, 6–7(9–11) |

| Kết quả | Số trận thắng thua | Thời điểm        | Giải                     | Hạng | Mặt sân | Đối thủ             | Tỷ số các set      |
| ------- | ------------------ | ---------------- | ------------------------ | ---- | ------- | ------------------- | ------------------ |
| Thua    | 0–1                | Th10 năm 2022    | M15 Fayetteville, USA    | WTT  | Hard    | Toby Samuel         | 3–6, 3–6           |
| Thắng   | 1–1                | Th6 năm 2023     | M15 Irvine, USA          | WTT  | Cứng    | Quinn Vandecasteele | 7–5, 6–2           |
| Thắng   | 2–1                | Th10 năm 2023    | M15 Norman, USA          | WTT  | Cứng    | Duarte Vale         | 7–6(8–6), 6–2      |
| Thắng   | 3–1                | Th11 năm 2023    | M25 Columbus, USA        | WTT  | Cứng    | Jacob Fearnley      | 2–0 ret.           |
| Thắng   | 4–1                | tháng 5 năm 2024 | M15 San Diego, USA       | WTT  | Cứng    | Karue Sell          | 6–7(6–8), 6–2, 6–2 |
| Thắng   | 5–1                | Th6 năm 2024     | M15 San Diego, USA       | WTT  | Cứng    | Alafia Ayeni        | 6–4, 6–7(5–7), 6–4 |
| Thắng   | 6–1                | Th6 năm 2024     | M15 Rancho Santa Fe, USA | WTT  | Cứng    | Matthew Summers     | 6–3, 6–1           |
| Thắng   | 7–1                | Th7 năm 2024     | M15 Lakewood, USA        | WTT  | Cứng    | Govind Nanda        | 6–3, 6–3           |

Đôi
| Loại giải                 |
| ------------------------- |
| ATP Challenger Tour (0–0) |
| ITF WTT (4–0)             |

| Kết quả theo mặt sân |
| -------------------- |
| Cứng (4–0)           |
| Đất nện (0–0)        |
| Cỏ (0–0)             |
| Thảm (0–0)           |

| Kết quả | Số trận thắng thua | Thời điểm        | Giải đấu              | Hạng | Mặt sân | Người đánh cặp   | Đối thủ                         | Kết quả các set  |
| ------- | ------------------ | ---------------- | --------------------- | ---- | ------- | ---------------- | ------------------------------- | ---------------- |
| Thắng   | 1–0                | Th11 năm 2022    | M15 East Lansing, USA | WTT  | Cứng    | Alex Michelsen   | Joshua Goodger Emile Hudd       | 6–4, 6–3         |
| Thắng   | 2–0                | Th6 năm 2023     | M15 Irvine, USA       | WTT  | Cứng    | Bryce Nakashima  | Joshua Goodger Matthew Summers  | 6–4, 6–2         |
| Thắng   | 3–0                | Th11 năm 2023    | M25 Austin, USA       | WTT  | Cứng    | Edward Winter    | Sebastian Gorzny Brayden Michna | 4–6, 6–3, [10–2] |
| Thắng   | 4–0                | tháng 5 năm 2024 | M15 San Diego, USA    | WTT  | Cứng    | Sebastian Gorzny | Robin Catry Braden Shick        | 1–6, 6–3, [10–1] |

Các giải Grand Slam trẻ
- Đánh đơn

| Kết quả | Năm  | Giải            | Mặt sân | Đối thủ          | Tỷ số các set       |
| ------- | ---- | --------------- | ------- | ---------------- | ------------------- |
| Thua    | 2023 | Australian Open | Cứng    | Alexander Blockx | 1–6, 6–2, 6–7(9–11) |
| Thua    | 2023 | US Open         | Cứng    | João Fonseca     | 6–4, 4–6, 3–6       |

- Đánh đôi

| Kết quả | Năm  | Giải đấu        | Mặt sân | Người đánh cặp  | Đối thủ                       | Kết quả  |
| ------- | ---- | --------------- | ------- | --------------- | ----------------------------- | -------- |
| Thắng   | 2023 | Australian Open | Cứng    | Cooper Williams | Alexander Blockx João Fonseca | 6–4, 6–4 |

### Chiến thắng trước đối thủ top 10
- Tien có kết quả thắng thua là 1–1 (50%) trong các trận đấu với đối thủ mà ở thời điểm đó thuộc top 10 trên bảng xếp hạng ATP.[35]

| Mùa giải | 2025 | Tổng |
| -------- | ---- | ---- |
| Thắng    | 1    | 1    |

| #    | Đối thủ         | TH | Giải           | Mặt sân | V  | Kết quả                                  | THTĐ | CT     |
| ---- | --------------- | -- | -------------- | ------- | -- | ---------------------------------------- | ---- | ------ |
| 2025 |                 |    |                |         |    |                                          |      |        |
| 1.   | Daniil Medvedev | 5  | Úc Mở rộng, Úc | Cứng    | V2 | 6–3, 7–6(7–4), 6–7(8–10), 1–6, 7–6(10–7) | 121  | [ 36 ] |